# Бульвар Сыпрузе (Таллин)
Бульва́р Сы́прузе, также Сы́прузе пу́йестеэ (эст. Sõpruse puiestee — бульвар Дружбы), — основная магистральная улица, связывающая центр столицы Эстонии, Таллина, с городским районом Мустамяэ. Возникла в конце 1950-х годов, строительство было завершено в 1965 году. Пролегает в юго-западном направлении от перекрёстка улиц Эндла и Тулика, где начинается нумерация её домов, до улицы Эхитаяте. Протяжённость улицы — 4632 м, застроена в основном жилыми домами. Самый большой регистровый номер улицы по состоянию на март 2024 года — 267.

## Географическое расположение
Бульвар проходит через микрорайон Лиллекюла (район Кристийне), разделяет микрорайоны Сяэзе и Сийли (район Мустамяэ) и пролегает по микрорайону Мустамяэ одноимённого городского района. Продолжением бульвара является улица Акадеэмия.
Бульвар пересекается со следующими улицами: Коскла, Мелека, Тихазе, Тедре, Ряста, Ряэгу, Линну, Тилдри, Сийли, Вааблазе, Сипелга, А. Х. Таммсааре, Эдуарда Вильде, Юхана Сютисте и Кескузе. От перекрёстка с улицей Ряэгу дорожное полотно бульвара разделено зелёной полосой, засаженной луковичными растениями и кустами роз.

## История
Своё название бульвар носит с 14 февраля 1958 года, когда начался главный этап его строительства в связи с созданием нового микрорайона. Ранее его начальный отрезок назывался бульваром Эндла (эст. Endla puiestee).

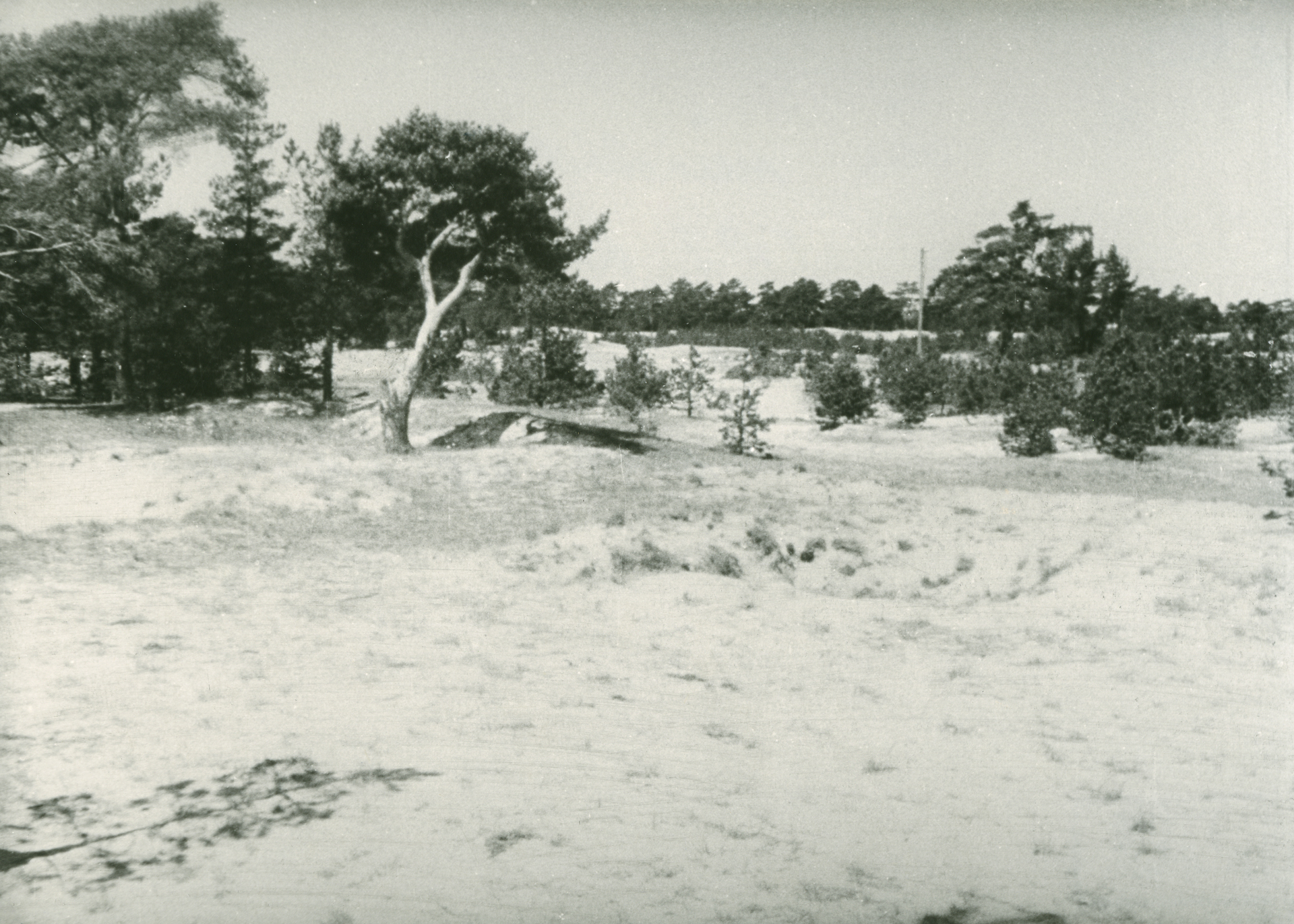
Окрестности будущего бульвара Сыпрузе, 1950-е годы

До начала 1960-х годов на территории современного микрорайона Мустамяэ была сосновая пустошь, располагались огороды и построенные во время Второй мировой войны бараки. Одноимённый район стал первым таллинским районом панельных домов; каждый год в районе сдавалось около 3500 квартир.

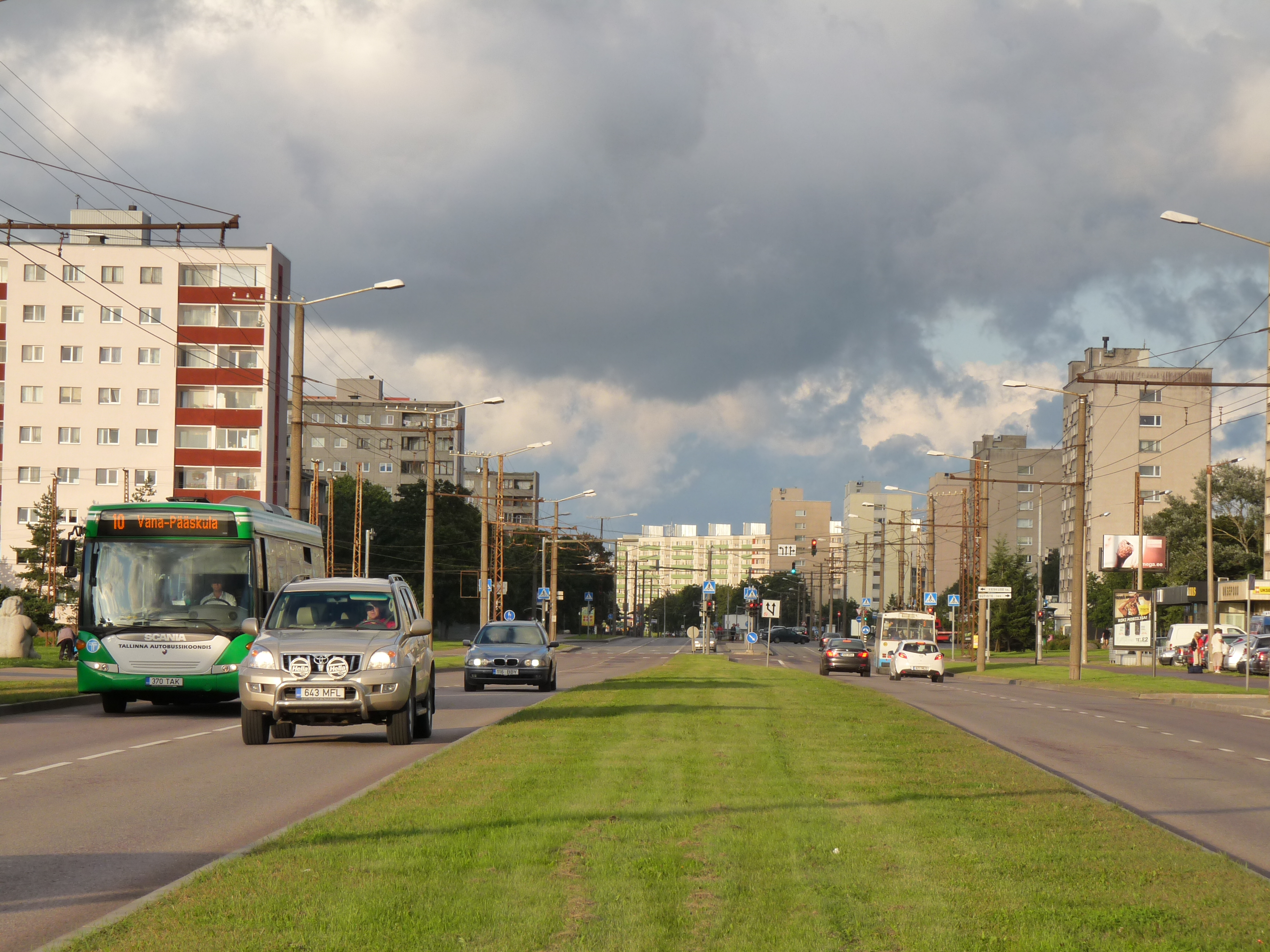
Дома советской застройки на конечном отрезке бульвара Сыпрузе, 2009 год

Авторами проекта Мустамяэ были эстонские архитекторы В. Типпель, Л. Петтай, Т. Каллас, инженер А. Прахм, консультант Х. Арман (1957—1972 гг.). Проект детальной планировки был утверждён в 1959 году, его скорректированный вариант — в 1964 году. За проектирование и строительство района Мустамяэ коллектив, состоявший из работников проектного института «Эстонпроект», Таллинского домостроительного комбината и треста «Таллинстрой» в 1976 году был награждён премией Совета Министров СССР.
Первым зданием микрорайона Мустамяэ стало общежитие Таллинского Политехнического института, строительство которого завершилось в марте 1962 года. Затем рядом, на территории современного микрорайона Кадака, между нынешними улицами Эхитаяте, Вильде и Акадеэмия, появились панельные 5-этажные жилые дома — «хрущёвки». Первые новосёлы заселились в них летом 1962 года. Пока не были построены основные транспортные магистрали района — бульвар Сыпрузе и улица Мустамяэ, — жителям, чтобы добраться до центра города, приходилось пешком подниматься по крутому склону через сосновый лес в Нымме или добираться туда на автобусе, а затем ехать на электричке. Последний отрезок бульвара был открыт для движения в 1965 году, после чего началась его интенсивная застройка.
Бульвар входит в маршрут «Исторического троллейбуса» — экскурсии на троллейбусе (без остановок), предлагаемой Таллинским городским музеем и длящейся около 70—90 минут. Экскурсия начинается от остановки общественного транспорта «Мустамяэ» на улице Акадеэмия, идёт по бульвару до Балтийского вокзала, затем по улице Мустамяэ обратно к остановке «Мустамяэ». Гид рассказывает истории о прошлом столицы, связанные с теми местами, которые видны из окон троллейбуса.

## Общественный транспорт
По бульвару проходят следующие маршруты общественного транспорта:
- троллейбусные: № 3 (Каубамая — Мустамяэ), № 4 (Балтийский вокзал — Кескузе)[17];
- городские автобусные:  № 10, 11, 13, 20, 20А, 24, 28, 37, 67, 72 и 91 (ночной автобус)[17];
- уездные автобусные: № 107, 163, 200[18].

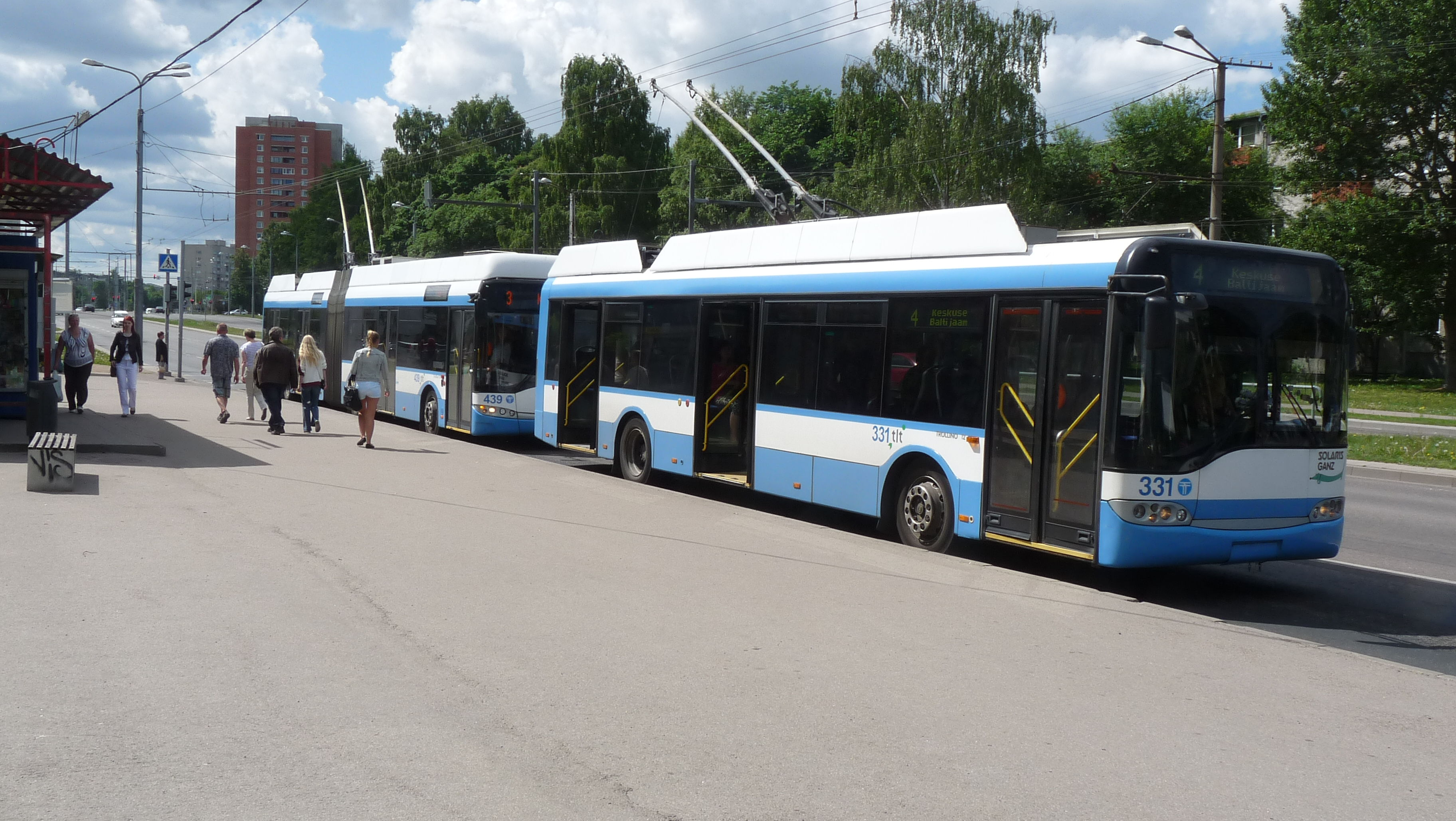
Остановка общественного транспорта «Лепистику» (бывшая «Магистраали»)

Первая троллейбусная линия, проходящая по бульвару Сыпрузе (маршрут № 2, бульвар Эстония — улица Акадеэмия), была открыта в 1967 году и закрыта в 2012 году.  Маршрут № 3 был открыт в 1969 году, в 1970 году к нему добавился маршрут № 4 (улица Акадеэмия — Балтийский вокзал). Самый молодой маршрут — № 9 (Копли — Кескузе) был открыт в 1987 году и закрыт в мае 2017 года.

### Остановки
При движении из центра города на бульваре Сыпрузе расположены следующие остановки общественного транспорта: Koskla (Коскла), Tihase (Тихазе), Tedre (Тедре), Linnu tee (Линну теэ), Siili (Сийли), Lepistiku (Лепистику), Vambola (Вамбола), Liivaku (Лийваку) и  Ehitajate tee (Эхитаяте теэ).

## Застройка
Бульвар застроен в основном многоэтажными жилыми домами. В микрорайоне Лиллекюла до начала 2010-х годов вдоль бульвара стояли частные жилые дома, затем началось интенсивное строительство, и появилось множество жилых пятиэтажных зданий с коммерческими площадями на первом этаже. Они большей частью имеют регистровые адреса пересекающихся с бульваром Сыпрузе улиц. В микрорайонах Сяэзе и Сийли рядом с бульваром в советское время были построены пяти- и девятиэтажные панельные дома. Есть четыре 10-этажных дома советской застройки (№ 209, 211, 213 и 225); жилой дом № 222 — 17-этажный, построен в 1993 году.

## Учреждения и организации

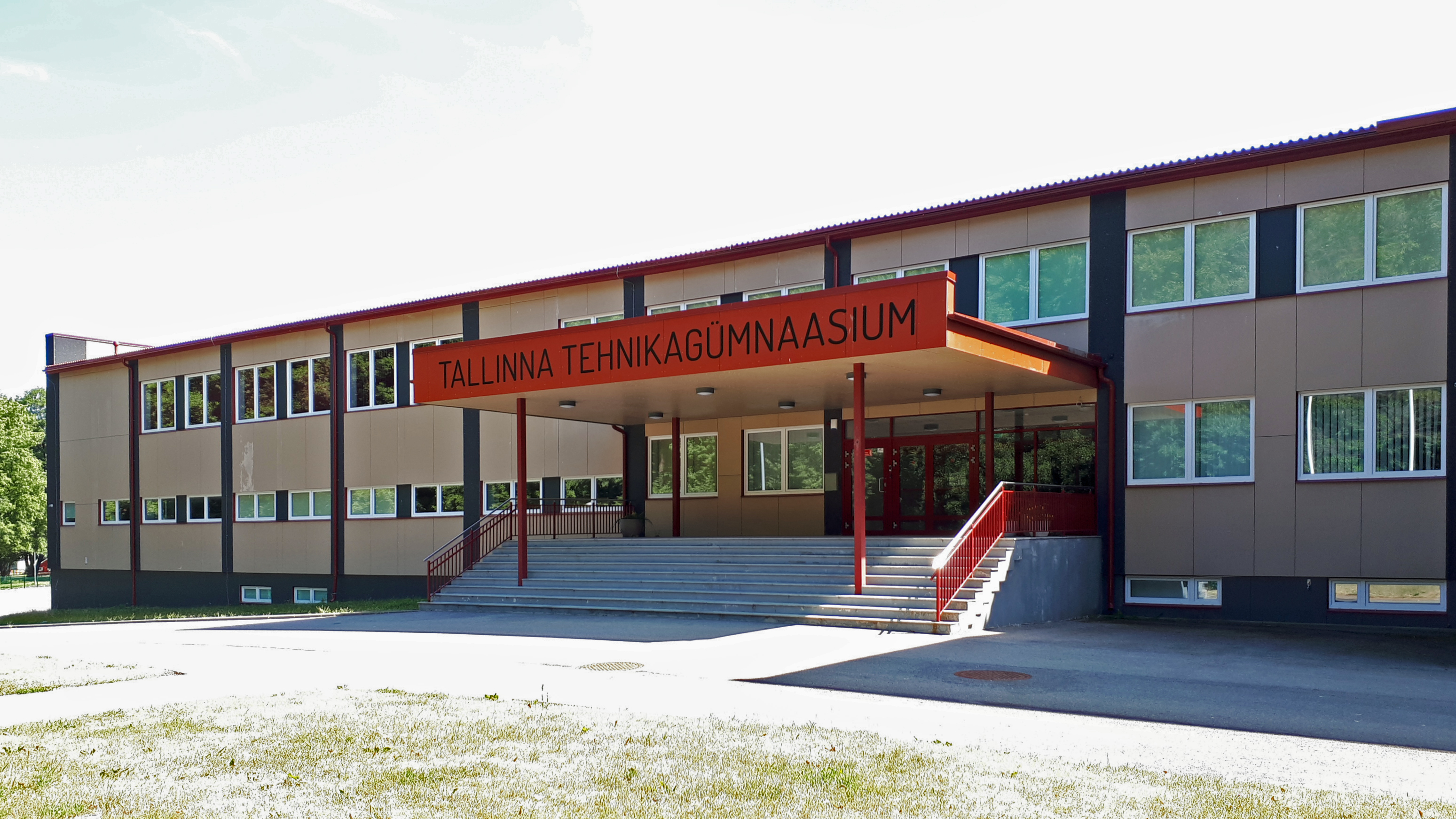
Таллинская техническая гимназия

- Sõpruse pst. 4А — Молодёжный центр района Кристийне[20];
- Sõpruse pst. 5 — Дневной центр для пенсионеров и людей с особыми потребностями[21];
- Sõpruse pst. 5 — Детский и семейный центр[22];
- Sõpruse pst. 161 — Дом спорта района Кристийне[23];
- Sõpruse pst. 182/184 — Таллинский центр профессионального обучения[24];
- Sõpruse pst. 186B — библиотека микрорайона Сяэзе[25];
- Sõpruse pst. 187 — Таллинская техническая гимназия[26];
- Sõpruse pst. 234 — детский сад «Кикас» (с эст. — «Петушок»)[27];
- Sõpruse pst. 248 — приют для младенцев и детей с недостатками, отделение Таллинского детского дома[28].

## Предприятия торговли

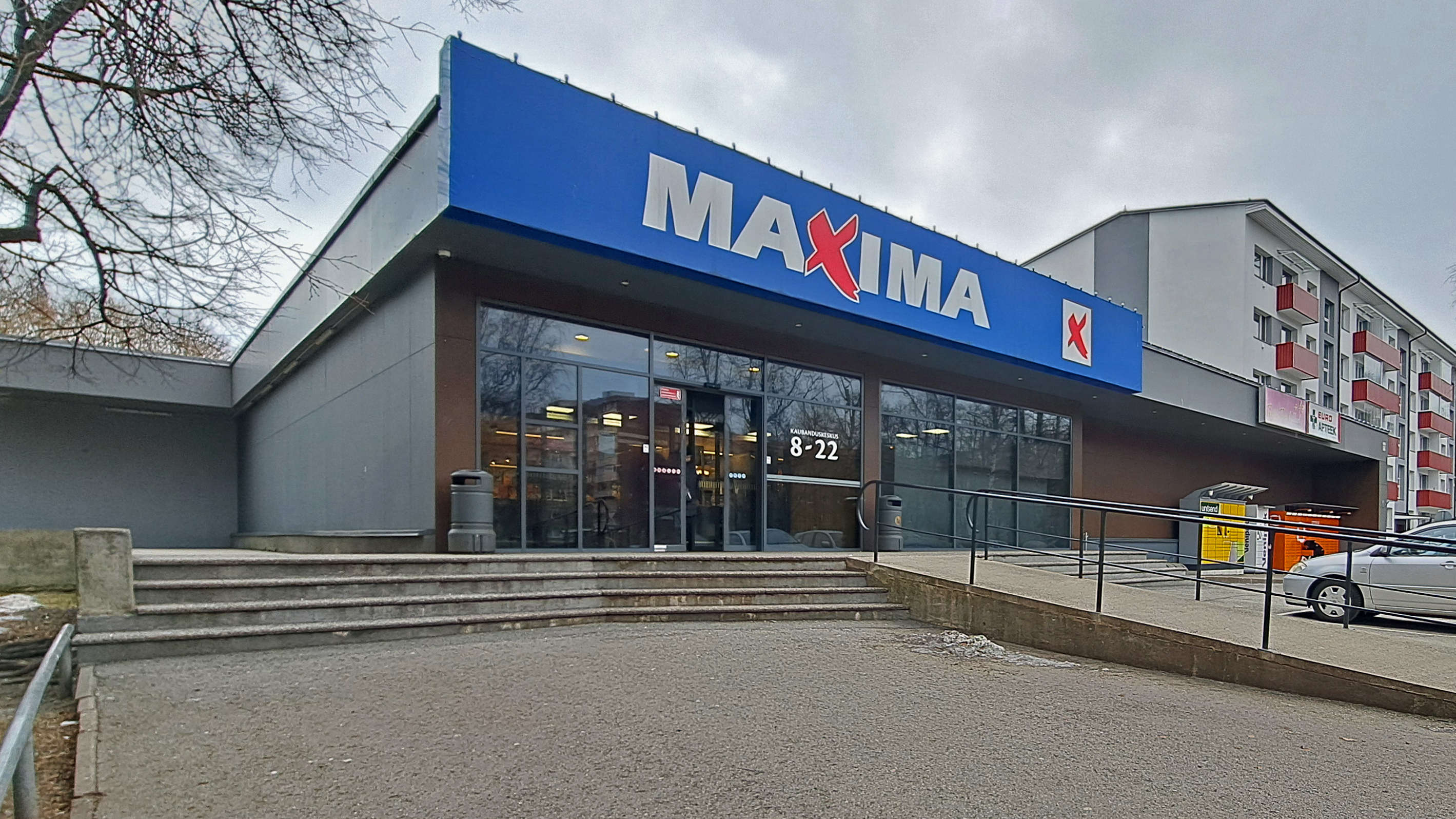
Дом 171, магазин «Maxima X»

Основные предприятия торговли на бульваре Сыпрузе:
- Sõpruse pst. 153, остановка «Линну теэ» — магазин торговой сети «Lidl», открыт в 2021 году[29];
- Sõpruse pst. 171, остановка «Сийли» — магазин «Maxima X» торговой сети «Maxima». В советское время в здании располагался магазин ABC-3[30];
- Sõpruse pst. 174, остановка «Линнутеэ» — гипермаркет «Sõpruse Rimi» торговой сети «Rimi»[31];
- Sõpruse pst. 201, остановка «Лепистику» — самый большой торговый центр микрорайона Мустамяэ — «Магистраль» («Magistral»). Насчитывает около 65 магазинов (в т. ч. гипермаркет «Magistrali Rimi») и различных пунктов обслуживания (заведения общепита, банковская контора, почтовое отделение, аптека и пр.). Обновлённый торговый центр открылся в мае 2012 года[32];
- Sõpruse pst. 249, остановка «Лийваку» — магазин «Konsum» торговой сети «Coop»[33].

## Парки

«Думающий человек» в парке Мянни

Рядом с бульваром Сыпрузе расположены три из четырёх парков района Мустамяэ:
- парк Пардитийги (с эст. «Парк Утиного пруда»), остановка «Сийли». Площадь парка 6 гектаров. Проложены дорожки, установлены скамейки, проведено освещение, есть детская площадка[34];
- парк Лепистику (с эст. «Ольховый»), остановка «Лепистику». Реконструирован в 2003 году: обновлены дорожки, установлены скамейки, проведено освещение. В парке произрастает в основном чёрная ольха, и протекают охраняемые государством с 1992 года родники Лепасалу[35][36];
- парк Мянни (с эст. «Сосновый»), остановка «Эхитаяте теэ». Здесь есть большая игровая площадка, «дорожный городок», площадка для пикников и открытая эстрада. Парк является зоной, свободной от собак. В 2014 году в парке был открыт «Сад размышлений», в нём табличками отмечены именные скамейки Антона Хансена Таммсааре, Эдуарда Вильде, Юхана Сютисте, Мати Унта, Марии Ундер и Сильвии Раннамаа[эст.][37][38].

## Достопримечательности
- Скульптура «Думающий человек» в парке Мянни, скульптор Тауно Кангро. Высечена из гранита, установлена в сентябре 2002 года[39].
- Скульптура «Мустамяэская красавица» в пруду парка Пардитийги, скульптор Тауно Кангро. Выполнена из гранитного блока, доставленного из Финляндии, установлена в июле 2005 года[40].

## Галерея

Бульвар Сыпрузе
Бульвар в микрорайоне Лиллекюла
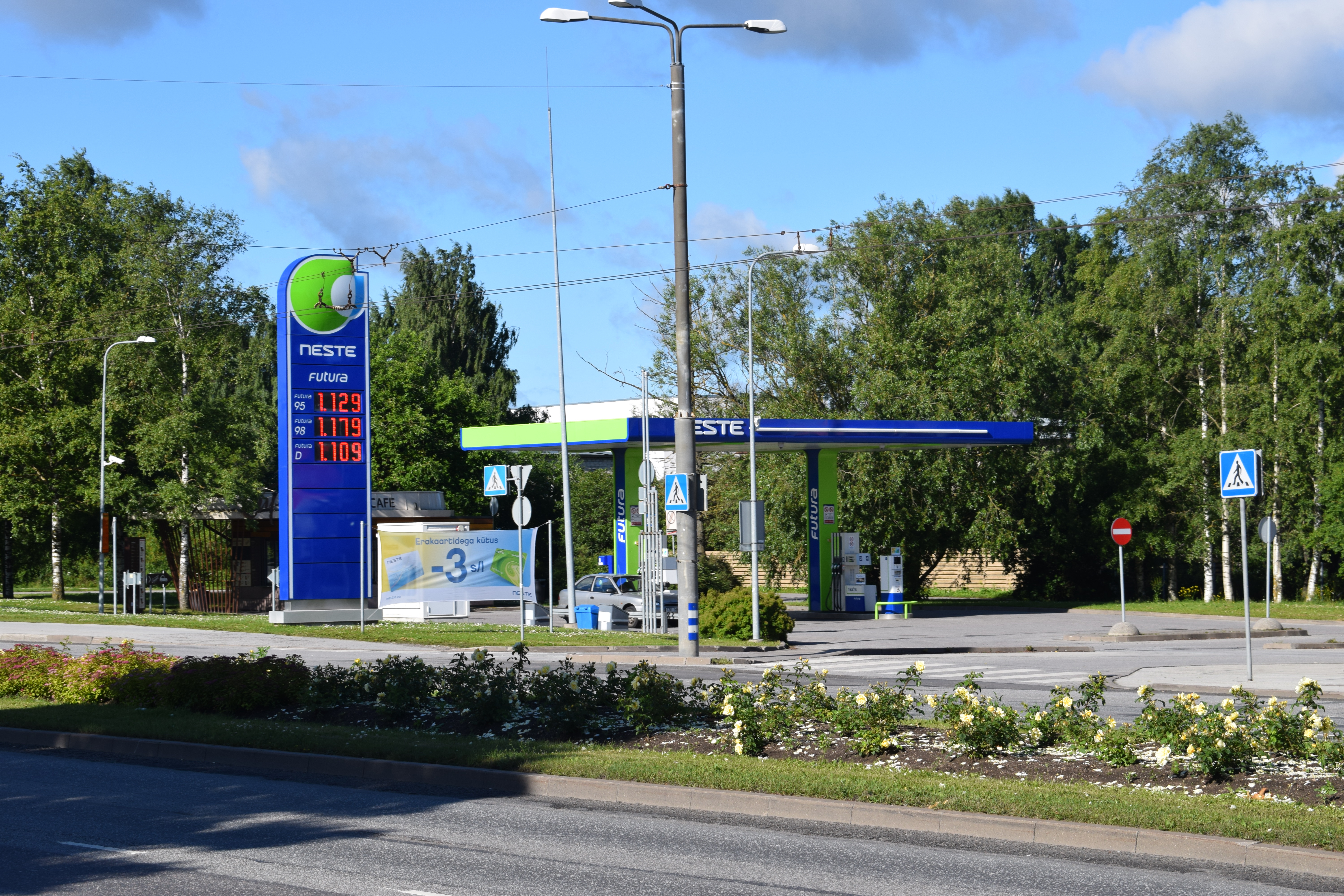
Бензозаправка «Neste» (Sõpruse pst 178)
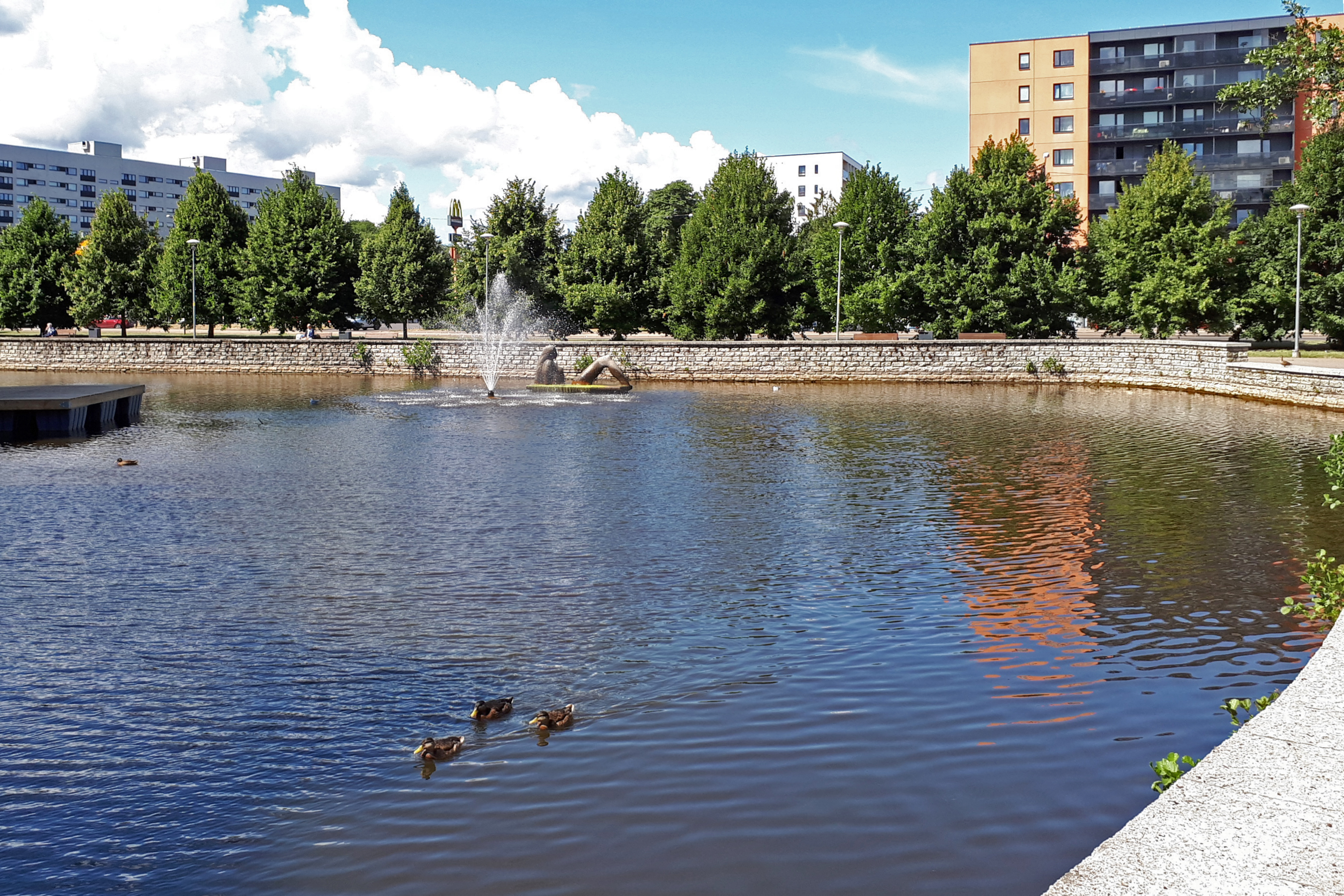
«Мустамяэская красавица» в пруду парка Пардитийги
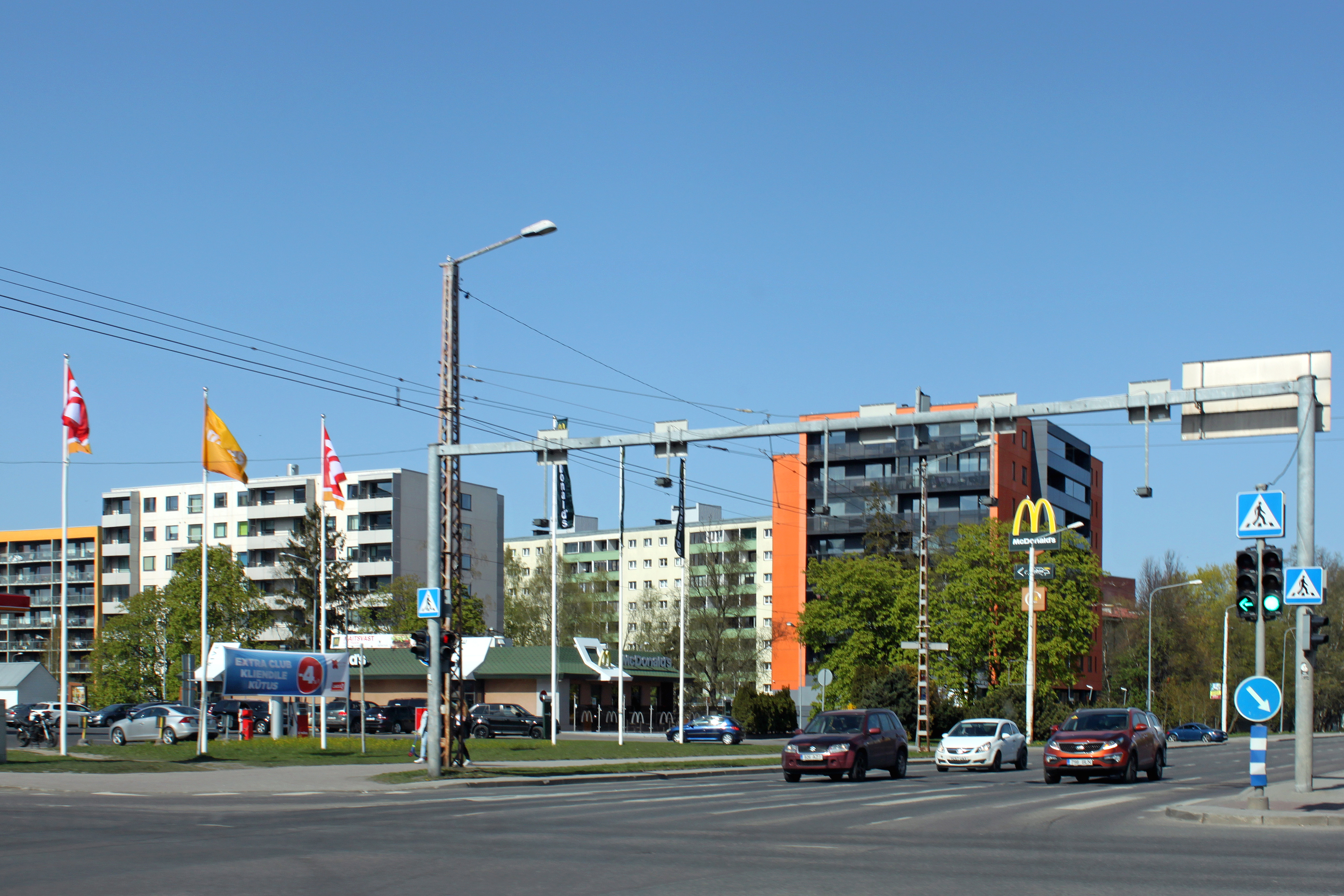
Перекрёсток бульвара Сыпрузе и улицы Таммсааре
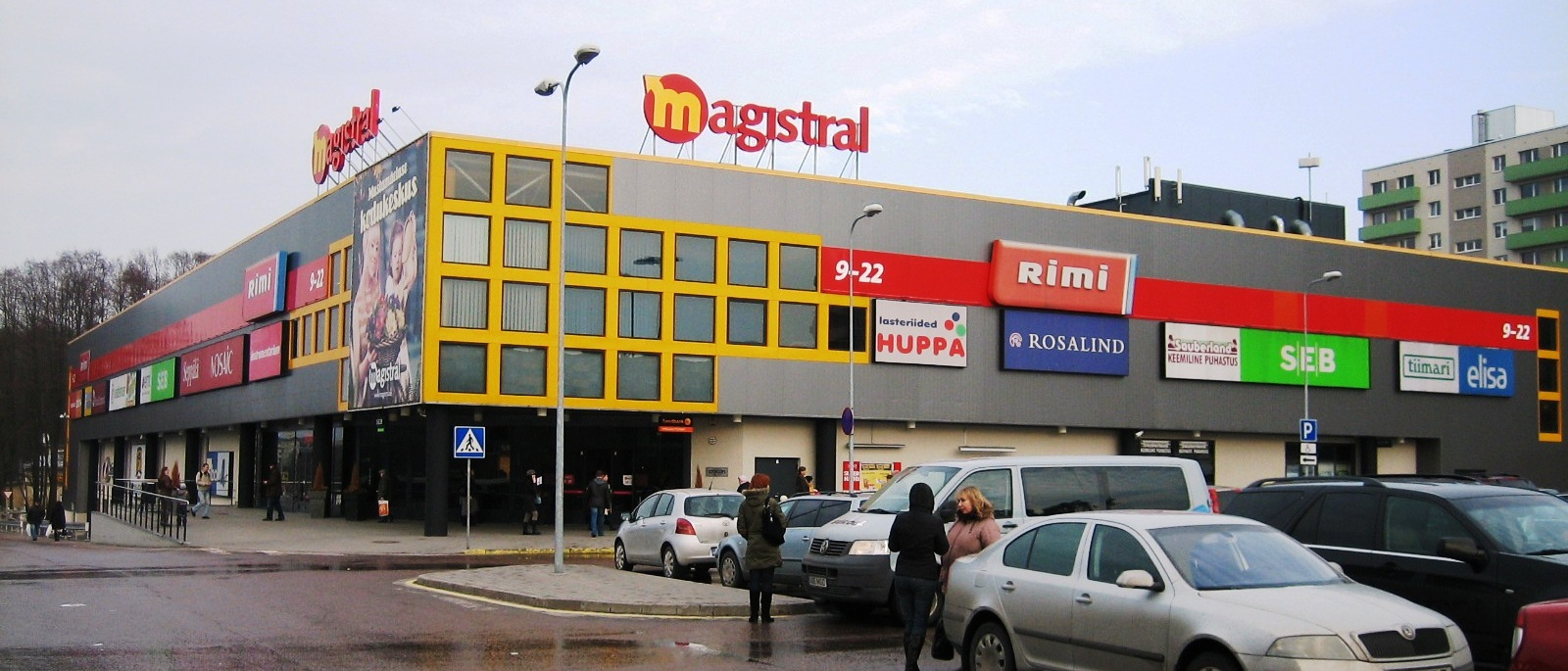
Торговый центр «Магистраль»
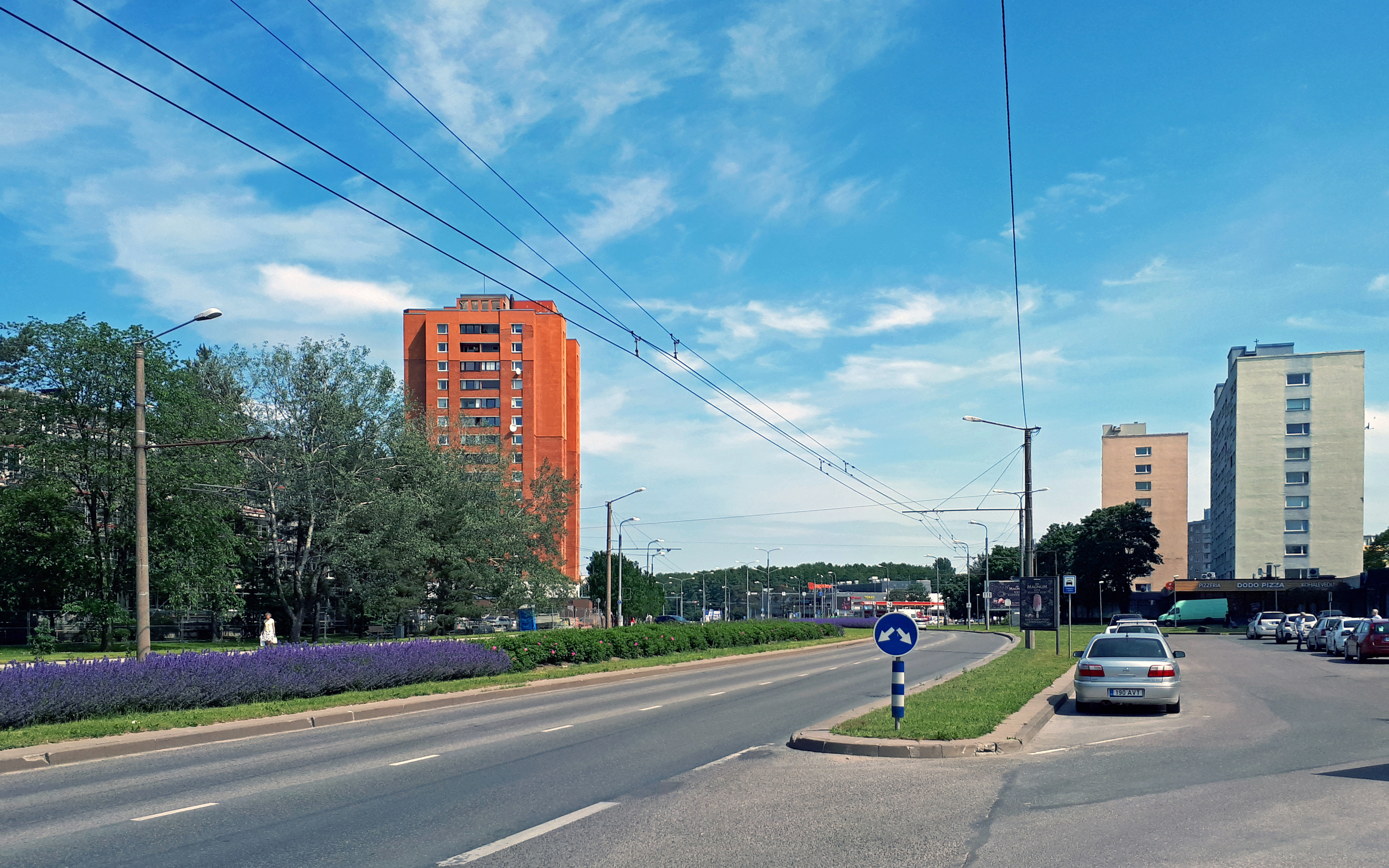
Бульвар в микрорайоне Мустамяэ, дома (слева направо) 222, 209, 211
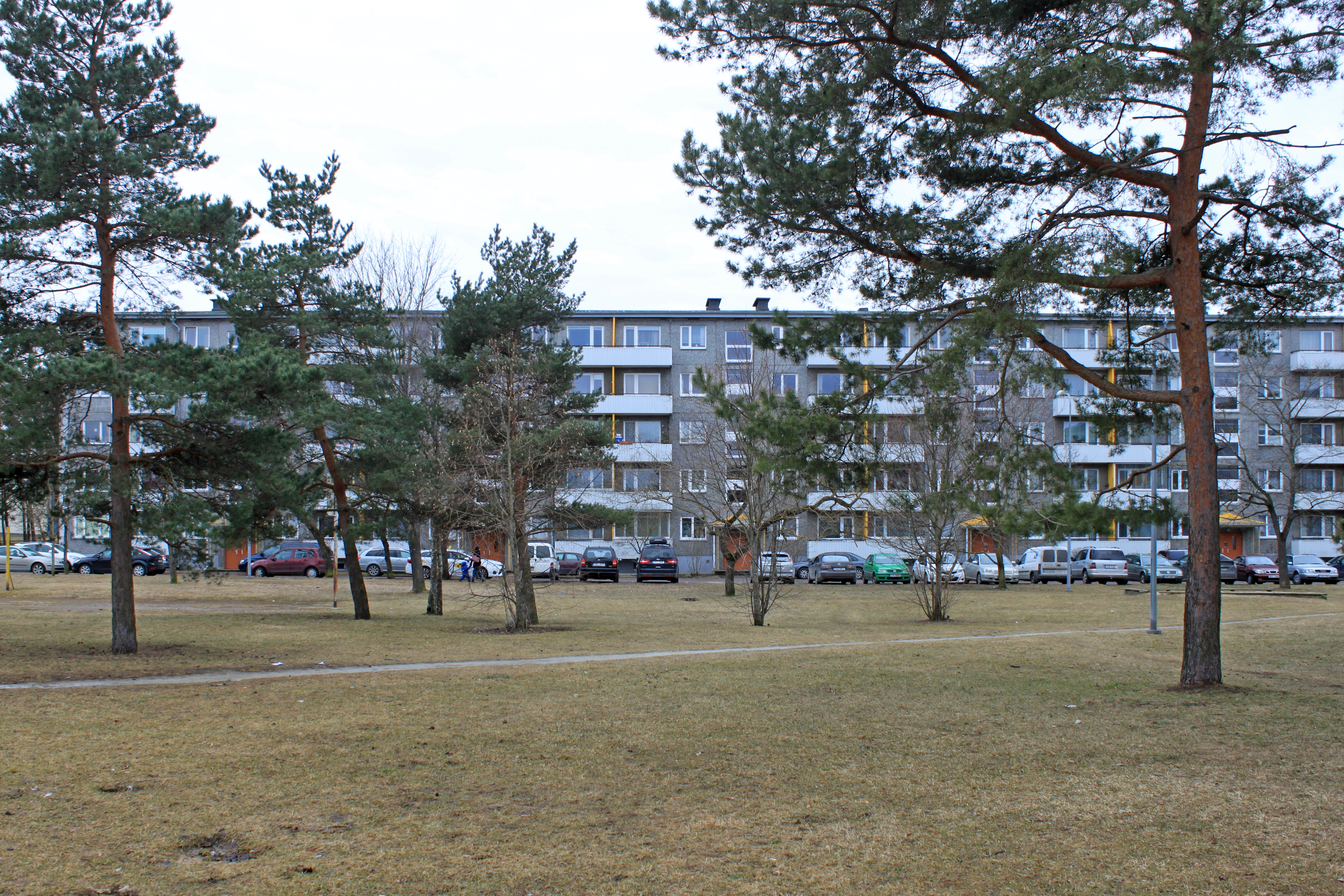
Дом 235
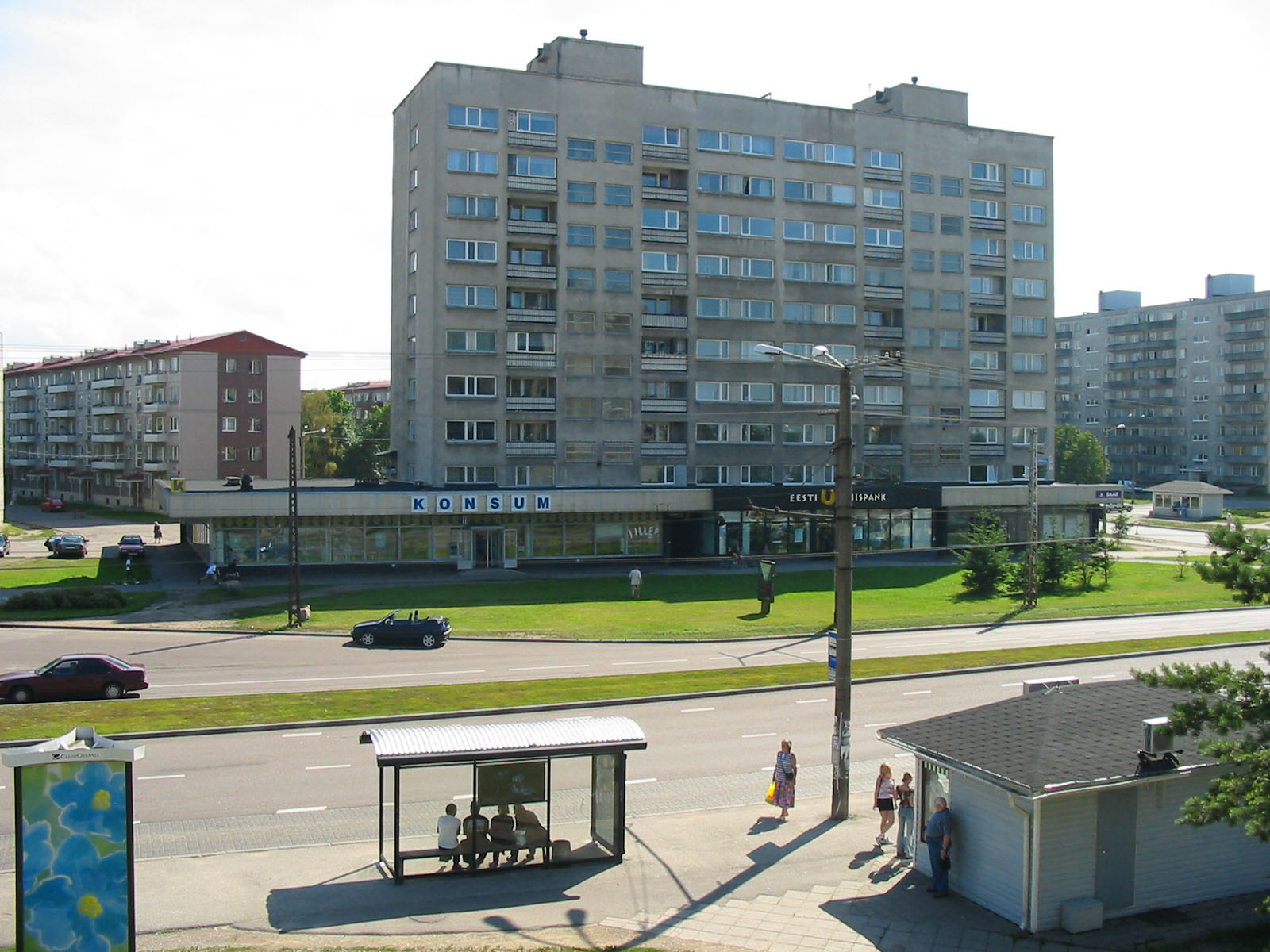
Остановка общественного транспорта «Лийваку» и магазин «Консум» (дом 249)